# Michał Jagiełło
Michał Jagiełło (ur. 23 sierpnia 1941 w Janikowicach, zm. 1 lutego 2016 w Zakopanem) – polski polonista, w latach 1989–1997 podsekretarz stanu w Ministerstwie Kultury i Sztuki, w latach 1998–2007 dyrektor Biblioteki Narodowej i przewodniczący Krajowej Rady Bibliotecznej, poeta, eseista, publicysta; taternik, alpinista, ratownik TOPR-u, przewodnik tatrzański. W jego twórczości częste są motywy górskie.

## Życiorys
Ukończył studia na Wydziale Polonistyki Uniwersytetu Jagiellońskiego w Krakowie, gdzie obronił pracę magisterską pt. Tatrzańska literatura turystyczna. W trakcie studiów był aktywny w Zrzeszeniu Studentów Polskich; uzyskał uprawnienia przewodnika górskiego w Studenckim Kole Przewodników Górskich w Krakowie.
W latach 1964–1974 mieszkał w Zakopanem. W tym okresie był ratownikiem GOPR. Brał udział w ponad 250 wyprawach ratunkowych. W 1972 został naczelnikiem Grupy Tatrzańskiej GOPR, pełnił tę funkcję do 1974. W tym okresie był związany również z Muzeum Tatrzańskim. Uczestniczył również w wielu wspinaczkach w Tatrach, Alpach, Kaukazie, Pamirze. Pokonał wiele trudnych ścian, największym jego osiągnięciem alpinistycznym jest nowa droga na północnej ścianie Dent d’Hérens.
Pod koniec 1974 wyjechał z Zakopanego do Warszawy, gdzie zajął się m.in. publicystyką i twórczością literacką.
W 1966 został członkiem PZPR. Był świadkiem oskarżenia w procesie taterników. Od grudnia 1980 pełnił przez rok funkcję zastępcy kierownika Wydziału Kultury Komitetu Centralnego PZPR. Wystąpił z partii po ogłoszeniu stanu wojennego i związał się z opozycją demokratyczną, utrzymując się głównie z prac wysokościowych. Publikował m.in. w drugoobiegowym kwartalniku politycznym „Krytyka”, współredagował miesięcznik „Przegląd Powszechny”. Był członkiem Stowarzyszenia Pisarzy Polskich. Prowadził zajęcia w Instytucie Kultury Polskiej Uniwersytetu Warszawskiego (mniejszości narodowe w Polsce).
Od jesieni 1989 przez 8 lat piastował, w kilku kolejnych rządach, funkcję wiceministra. Od 1998 do marca 2007 był dyrektorem Biblioteki Narodowej. Przez wiele lat przewodniczący Krajowej Rady Bibliotecznej. W 1997 odznaczony Krzyżem Oficerskim Orderu Wielkiego Księcia Giedymina (Litwa). 
24 października 2009 „za wybitne zasługi dla rozwoju ratownictwa górskiego, za wykazaną odwagę i poświęcenie w ratowaniu zdrowia i życia ludzkiego, za działalność w Tatrzańskim Ochotniczym Pogotowiu Ratunkowym” został odznaczony przez Prezydenta RP Lecha Kaczyńskiego Krzyżem Komandorskim Orderu Odrodzenia Polski.
Zmarł nagle w Zakopanem. Jego pogrzeb odbył się 8 lutego 2016 na Nowym Cmentarzu przy ul. Nowotarskiej w Zakopanem (kw. U1-1a-9).

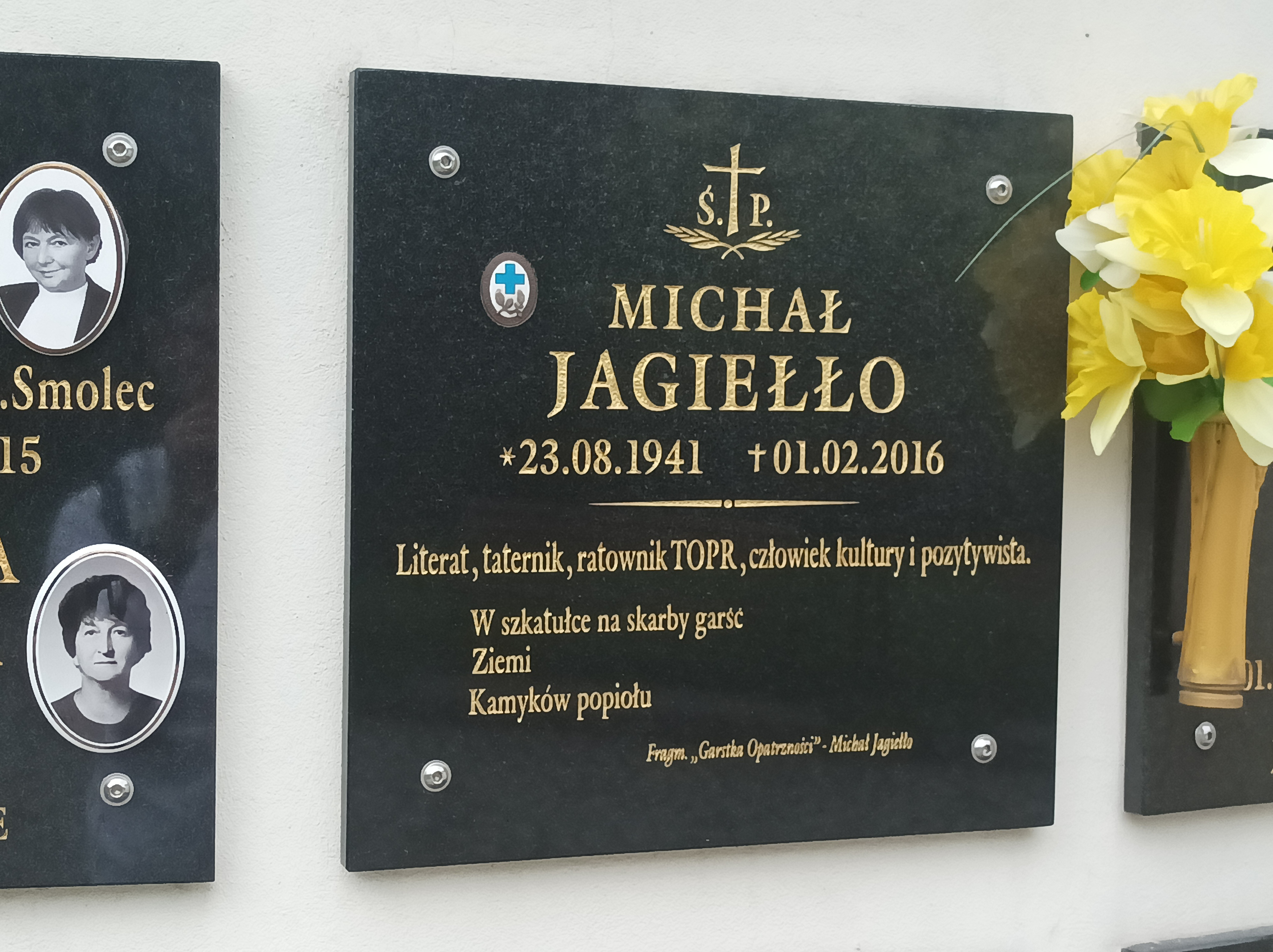
Grób Michała Jagiełły na Nowym Cmentarzu w Zakopanem

## Publikacje
- Obsesja, opowiadania, Wydawnictwo Literackie, 1978,
- Hotel klasy Lux, powieść, Czytelnik, 1978,
- Świetlista obręcz, opowiadania, Czytelnik, 1979,
- Wołanie w górach, Wydawnictwo Sport i Turystyka, 1979,
- Wołanie w górach. Wypadki i akcje ratunkowe w Tatrach, wydanie VIII poszerzone, Iskry, 2012,
- Bez oddechu, powieść, Czytelnik, 1981,
- Studnia, powieść, Czytelnik, 1985,
- „Tygodnik Powszechny” i komunizm (1945–1953), Niezależna Oficyna Wydawnicza, 1988,
- Trwałość i zmiana. Szkice o „Przeglądzie Powszechnym” 1884–1918, Przegląd Powszechny, 1993,
- Obsesja i inne góry, opowiadania i szkice, Bellona, 1994,
- Partnerstwo dla przyszłości. Szkice o polityce wschodniej i mniejszościach narodowych, Bellona, 1995, wyd. II poszerzone, PWN i Biblioteka Narodowa, 2000,
- Trójkątna turnia, opowiadania, Iskry, 1996,
- Za granią grań, opowiadania, Iskry, 1998,
- Gałązka kosodrzewiny. Najdawniejsze wypadki tatrzańskie w piśmiennictwie polskim, Biblioteka Narodowa, 1999; wyd. III poszerzone, Biblioteka Narodowa, 2001,
- Jawnie i skrycie, mikropowieść, Iskry, 2000,
- Próba rozmowy. Szkice o katolicyzmie odrodzeniowym i „Tygodniku Powszechnym” 1945–1953, t.1–2, Biblioteka Narodowa, 2001,
- Zbójnicka sonata. Zbójnictwo tatrzańskie w piśmiennictwie polskim XIX i początku XX wieku, Biblioteka Narodowa, Iskry, 2003; wyd. III poszerzone Biblioteka Narodowa, 2006,
- Słowacy w polskich oczach. Obraz Słowaków w piśmiennictwie polskim, t. 1–2, Biblioteka Narodowa i PPWSZ w Nowym Targu, 2005,
- Goryczka, słodyczka, czas opowieści, wiersze, Wydawnictwo Adam Marszałek, 2007,
- Sosna i pies. Poemat z zagrody, Iskry, 2008,
- Ciało i pamięć. Wiersze, Iskry, 2010,
- Narody i narodowości. Przewodnik po lekturach. Tom I, Wydawnictwa Uniwersytetu Warszawskiego, Warszawa 2010,
- Razem czy osobno? Przewodnik po lekturach. Tom II, Wydawnictwa Uniwersytetu Warszawskiego, 2011.
- Tatry. Koncert na dwóch, Wydawnictwo Astraia, Kraków 2012 (fot. Krzysztof Wojnarowski).
- Zszywanie – w ucieczce. Wydawnictwo Iskry, Warszawa 2014.
- Piarżysko. Tatry i Zakopane w reportażach prasowych przełomu XIX i XX wieku, 2019.

Opracowania
- Listy o stylu zakopiańskim 1892–1912 (wstęp, komentarz i opracowanie), Wydawnictwo Literackie, 1979,
- Tatry i poeci. Antologia wierszy (wybór, opracowanie, wstęp), Biblioteka Narodowa i PIW, 2007,
- Wojciech Brzega, Żywot górala poczciwego (wspomnienia i gawędy), wybór, opracowanie i komentarz Anna Micińska i Michał Jagiełło, Wydawnictwo Literackie, 1969,
- Tatry w poezji i sztuce polskiej, przedmowa, wybór i opracowanie Michał Jagiełło; esej Tatry i malarze Jacek Woźniakowski, Wydawnictwo Literackie, 1975.

Scenariusze
- Hotel klasy Lux (według własnej powieści), film fabularny, reż. Ryszard Ber, 1979,
- Każdy ratuje siebie, teatr TV, reż. Jerzy Surdel, TVP, 1979,
- O każdej porze, film dokumentalny, reż. Andrzej Kostenko, Wytwórnia Filmowa „Czołówka” i TVP, 1999.

Pozostałe
- Sygnały z gór. Z dziejów minionych sześćdziesięciu lat działalności GOPR, teksty w pracy zbiorowej, Sport i Turystyka, 1973.